# Янурусово (Башкортостан)
Януру́сово  (баш. Йәнырыҫ) — село в Ишимбайском районе Башкортостана, административный центр Янурусовского сельсовета.

## География
Село расположено по берегу речки Кияук, в полукилометре находится деревня Кияуково.
Расстояние до:
- районного центра (Ишимбай): 43 км
- ближайшей ж/д станции (Стерлитамак): 39 км

## История
Село было основано безземельными башкирами и тептярями на основе записи с башкирами-вотчинниками Кармышевой тюбы от 1749 года о припуске ясачных татар, ставших затем тептярями.
В Крестьянской войне под предводительством Пугачёва участвовало 96 янурусовцев, называвшихся тогда ясачными татарами. Позже они перешли в тептярское сословие.
В «Списке населенных мест по сведениям 1870 года», изданном в 1877 году, населённый пункт упомянут как деревня Янурусова 2-го стана Стерлитамакского уезда Уфимской губернии. Располагалась при речке Кияуке, по левую сторону коммерческого тракта из Стерлитамака в Верхнеуральск, в 30 верстах от уездного города Стерлитамака и в 35 верстах от становой квартиры в селе Табынское. В деревне, в 165 дворах жили 936 человек (466 мужчин и 470 женщин, тептяри, мещеряки, башкиры), были мечеть, училище, 28 лавок, проводились базары по вторникам. Жители занимались земледелием, скотоводством, лесным промыслом, работали на заводах.

## Население
| 2002 | 2009 | 2010 |
| ---- | ---- | ---- |
| 896  | ↗934 | ↘748 |

V ревизия 1784 г. показала 210, V — 226 тептярей
В 1834 г. в 77 дворах проживал 441 тептярь, в 4 домах — 35 мишарей, в 13 дворах — 84 башкира. X ревизия показала в 160 дворах 922 припущенника. По переписи 1920 года проживало 2107  тептярей и башкир на 410 дворах.
По переписи 2002 года численность составляла 896 человек (418 мужчин и 478 женщин).

## Достопримечательности
На берегу Кияука возле села Янурус были найдены останки скелета мамонта — зубы, бивни длиной до полутора метров, и другие части. Находки были представлены как ценнейшие экспонаты в Ишимбайский историко-краеведческий музей.

## Улицы
- Колхозная
- Молодёжная
- Фрунзе
- Башкирская
- 7 Ноября
- Пролетарская
- Чапаева
- Школьная

## Религия
В селе есть мечеть.

## Знаменитые жители
- Абызгильдина (Абдуллина) Венера Хамитовна — заведующая НИИ глазных болезней Уфы с 1985 по 1992 годы